# Claude Schaeffer
Claude Frédéric-Armand Schaeffer (n. Estrasburgo en 1898–1982) fue un arqueólogo francés, famoso por ser el director de las excavaciones del sitio arqueológico de Ras Shamra-Ugarit (Minet el-Beida), en 1929.

## Biografía
Schaeffer fue conservador del Museo Prehistórico y Galorromano de Estrasburgo (1924-1933) y del Museo Nacional de Antigüedades, Saint-Germain-en-Laye (1933-1956), después fue profesor del Colegio de Francia.
En 1929, sin experiencia de campo anterior a esa fecha, fue elegido para excavar en la ciudad-estado fenicia de la Edad de Bronce de Ras Shamra (Ugarit) en Siria. Schaeffer dedicó el resto de su vida a Ras Shamra, a la realización de expediciones arqueológicas y escribir libros sobre este tema hasta su muerte en 1982. Buena parte de sus descubrimientos se encuentran en el Museo Prehistórico y Galorromano de Estrasburgo, Francia. 
En 1932-1935 tuvo lugar una expedición sueca en Enkomi-Alasia en Chipre dirigida por Claude F. A. Schaeffer, que había excavado previamente en Ugarit, labor que continuó entre 1946-1950.
Claude Schaeffer, desde 1947 a 1951 también dirigió las excavaciones de Arslantepe, cuando se reanudaron después de la Segunda Guerra Mundial.
Dentro de sus estudios, recopiló e interpretó de la evidencia arqueológica de las grandes catástrofes naturales en el área del Próximo Oriente. Durante los años de la Segunda Guerra Mundial trabajó en su libro sobre estratigrafía comparada y la cronología del Asia Occidental.
Llegó a la conclusión de que las grandes catástrofes concluían varias épocas históricas, la mayor de ellas, tuvo lugar a finales del Imperio Medio de Egipto y de hecho provocó su caída.
Participó en la creación de la Maison Francaise de Oxford, creada en 1946, situada en el  29 de Beaumont Street, cerca del Museo Ashmolean de Oxford.